# دونالد كيني (سياسي)
دونالد كيني هو سياسي كندي، ولد في 5 أبريل 1957. انتخب عضو الجمعية التشريعية لنيو برونزويك ‏.